# Crkva sv. Ilije na Sutiliji
Crkva sv. Ilije, rimokatolička crkva na sljemenu brda Sutilije kod Segeta Gornjeg, ponad Trogira, zaštićeno kulturno dobro

## Opis dobra
Gradina Sutilija (nastala u 8. st. pr. Kr.), rimski kamenolom i crkva sv. Ilije (iz 12. st.) nalaze se na brdu sv. Ilija koje dominira nad zapadnom stranom trogirskog Malog polja. Zbog dobrog strateškog položaja, mogućnosti nadzora okolnog kopna i akvatorija Kaštelanskog zaljeva i Šoltanskog kanala, na sv. Iliji je u željezno doba podignuto veliko gradinsko naselje. Od njega je sačuvan rasuti suhozidni bedem prstenasta oblika, a na južnoj padini se nalazi podgrađe zaštićeno bokobranom. Na istočnoj i jugoistočnoj padini Sutilije nalaze se rimski kamenolomi. Riječ je o manjim kavama u kojima su vidljivi tragovi vađenja kamenih blokova. Na vrhu se nalazi romanička crkva sv. Ilije po kojem je cijelo brdo dobilo ime Sutilija.
Crkvicu okružuje srednjovjekovno groblje sa skromno ukrašenim nadgrobnim pločama.

## Zaštita
Pod oznakom Z-3256 zavedena je u kompletu s gradinom na Sutiliji i rimskim kamenolomom kao nepokretno kulturno dobro - pojedinačno, pravna statusa zaštićena kulturnog dobra, klasificirano kao "arheološka baština".